# 瓯江北口大桥
瓯江北口大桥是位于浙江省温州市乐清市和洞头区之间的一座悬索桥，是 甬莞高速和 228国道的重要组成部分，是世界上首座三塔四跨双层钢桁梁悬索桥，工程造价为88.36亿元，于2016年11月30日开工，2021年12月30日主桥合龙，其中上层于2022年5月27日通车，下层于2022年8月31日通车。

## 设计
由于桥梁附近机场限高，桥塔不能建得太高，而桥塔建的太低又会影响瓯江航道，所以设计成世界首座三塔四跨悬索桥。工程全长7.9千米，主桥布置为215米+2×800米+275米，主跨布置为2×800米，桥梁最大跨度800米，上层桥面宽度为33.5米，下层桥面宽度33米，桥下净空高度53.5米，桥高151米，上层为双向六车道高速公路，下层为双向六车道一级公路。

## 工程进度
- 2016年11月30日主体工程正式开工[1]。
- 2017年5月23日，中塔动工[7]。
- 2017年9月2日，正式开始桩基施工[8]。
- 2018年11月20日，南塔承台完工[9]。
- 2019年6月10日，北塔封顶[10]。
- 2019年9月3日，北锚碇主体结构完工[11]。
- 2019年11月6日，中塔沉井封低[12]。
- 2019年11月11日，南塔塔柱施工完成[13]。
- 2020年3月24日，南锚碇沉井封底[14]。
- 2020年3月26日，南塔封顶[15]。
- 2020年4月12日，南锚碇沉井完工[16]。
- 2020年8月25日，主桥上部结构开工[17]。
- 2020年10月14日，主塔合龙[18]。
- 2020年10月16日，北引桥钢混组合梁面板架设完成[19]。
- 2020年11月30日，中塔封顶，主塔全部完工[20]。
- 2021年1月4日，大桥先导索顺利过江[21]。
- 2021年2月24日，首根主缆索架设完成[22]。
- 2021年4月7日，主缆架设完成[23]。
- 2021年12月30日，主桥合龙[2]。
- 2022年5月27日，瓯江北口大桥上层通车[24][3]。
- 2022年8月31日，瓯江北口大桥下层通车[4][25]。